# Exochus lenis
Exochus lenis là một loài tò vò trong họ Ichneumonidae.